# Преоре
Преоре (итал. Preore) је насеље у Италији у округу Тренто, региону Трентино-Јужни Тирол.
Према процени из 2011. у насељу је живело 357 становника. Насеље се налази на надморској висини од 529 м.

## Становништво
Према резултатима пописа становништва 2011. у општини је живело 390 становника.
| 1931. | 1936. | 1951. | 1961. | 1971. | 1981. | 1991. | 2001. | 2011. |
| ----- | ----- | ----- | ----- | ----- | ----- | ----- | ----- | ----- |
| 328   | 309   | 293   | 306   | 318   | 350   | 373   | 404   | 390   |